# Proserpina (Rihm)
Proserpina ist eine Oper (Originalbezeichnung: „Monodrama“) nach Johann Wolfgang Goethe für Sopran, Chor und Kammerorchester von Wolfgang Rihm. Sie wurde am 2. Mai 2009 im Schlosstheater Schwetzingen uraufgeführt.

## Handlung
Eine öde felsigte Gegend, Höhle im Grund, auf der einen Seite ein Granatbaum mit Früchten
Proserpina, die Tochter des Jupiter und der Ceres wurde von ihrem Verehrer Pluton in die Unterwelt entführt (→ Raub der Persephone). Dort fühlt sie sich einsam und verlassen. Sie vermisst die blühenden Täler ihrer Heimat und ihre Freundinnen. Die Liebe Plutons, der sie zur Königin der Unterwelt gemacht hat, kann sie nicht trösten. Hier muss sie die Qualen der Verdammten mitansehen, kann aber weder Tantalus noch Ixtion oder den Danaiden beistehen. Sie denkt an ihre Mutter und ihre Gespielinnen in der Oberwelt, die jetzt verzweifelt nach ihr suchen. Ihren Vater fleht sie an, die Mutter zu ihr zu führen und ihr einen Weg zurück ans Sonnenlicht zu ermöglichen. Unerwarteterweise findet sie einen Granatapfel, der sie wieder an die Heimat erinnert. Sie isst einige Körner, die zunächst erfrischend wirken. Die Stimmen der Parzen erklären ihr jedoch, dass der Biss in die Frucht ihr Schicksal endgültig besiegelt hat: Sie gehört nun zu ihnen und wird als Königin über sie herrschen.

## Gestaltung
Rihm entschied sich dafür, der Musik einen besonderen Wohlklang zu verleihen. Sie steht damit im Gegensatz zum Charakter des vertonten Goethe-Monologs, der zwischen Aggressivität und Depression wechselt. Es gibt einige Anklänge an Schönbergs expressionistischem Monodrama Erwartung. Rihms Klangsprache wirkt jedoch „klangsinnlicher, kantabler, aber auch artifizieller, selbstverliebter“ (Uwe Schweikert). Ein Höhepunkt ist das „orgiastische Stöhnen“ Proserpinas zu den Worten „Labend! labend!“ nach ihrem Biss in den Granatapfel, der auch vom Instrumentalensemble ausgekostet wird. Hier verschmelzen „Liebes- und Todesermattung“.

### Orchester
Die kammermusikalische Besetzung der Oper enthält die folgenden Instrumente:
- Holzbläser: Flöte, Oboe (auch Englischhorn), zwei Klarinetten (2. auch Bassklarinette), Fagott (auch Kontrafagott)
- Blechbläser: zwei Hörner in F
- Vibraphon
- Schlagzeug (ein Spieler): vier Cymbales antiques (d’’, g’’, a’’ und d’’’), zwei Röhrenglocken (h und c’’), tiefer Woodblock, drei hängende Becken (hoch, mittel, tief), großes Tamtam, drei Bongos (hoch, mittel, tief), kleine Trommel (mit Schnarrsaiten), große Trommel
- Harfe
- Streicher: zwei Violinen, Bratsche, zwei Violoncelli, Kontrabass (fünfsaitig, tiefste Saite: H)
- Fernensemble: Piccoloflöte, Trompete in C, Tuba

## Werkgeschichte
Wolfgang Rihm schrieb sein Monodrama Proserpina 2008 im Auftrag der Schwetzinger Festspiele und des Südwestrundfunks. Die Handlung basiert auf dem vielfach vertonten Mythos der in die Unterwelt entführten Göttin Proserpina. Als Libretto nutzte Rihm den ungekürzten Text des gleichnamigen Sturm-und-Drang-Monodramas von Johann Wolfgang von Goethe aus dem Jahr 1777, das seinerzeit von Karl Siegmund von Seckendorff mit Musik versehen worden war.
Die Uraufführung fand am 2. Mai 2009 im Schlosstheater Schwetzingen mit der Sopranistin Mojca Erdmann (für deren Stimme Rihm die Partie schrieb) in der Titelrolle, den Damen des SWR Vokalensembles Stuttgart und dem Radio-Sinfonieorchester Stuttgart des SWR unter dem Dirigenten Jonathan Stockhammer statt. Die Inszenierung stammte von Hans Neuenfels, die Bühne von Gisbert Jäkel und die Kostüme von Elina Schnizler.
Der Rezensent der Opernwelt rühmte besonders die musikalische Qualität der Aufführung und die „überragende“ Sopranistin Mojca Erdmann. Die szenische Umsetzung empfand er jedoch als „einfallslos“, die von Neuenfels ergänzten stummen Rollen als „irritierend“ und die Darstellung der Schlussszene (Proserpina wird von Pluto auf den Strich geschickt) als „albern“ und „gegen den Geist von Text und Musik verstoßend“. In der Kritikerumfrage der Opernwelt wurde die Produktion zur „Uraufführung des Jahres“ gewählt.
Elf Monate später wurde die Inszenierung auch an den Wuppertaler Bühnen gezeigt. Hier sang Elena Fink die Titelpartie. Florian Frannek leitete das Sinfonieorchester Wuppertal und den Damenchor der Wuppertaler Bühnen.
Im Juni 2016 gab es im Rahmen des „Fast Forward Festival“ eine Neuproduktion der Oper im Teatro dell’Opera di Roma. Wie bei der Uraufführung sang Mojca Erdmann die Proserpina. Regie führte Valentina Carrasco. Das Bühnenbild stammte von Carles Berga und die Kostüme von Clay Apenouvon. Die musikalische Leitung hatte Walter Kobéra.
Die Neue Oper Wien zeigte Proserpina 2021 im Theater Akzent in einer Inszenierung von Anna Katharina Bernreitner mit Rebecca Nelsen in der Titelrolle.